# Susan Hearnshaw
Susan Hearnshaw, född den 26 maj 1961 i Liversedge, Storbritannien, är en brittisk friidrottare inom längdhopp.
Hon tog OS-brons på längdhopp vid friidrottstävlingarna 1984 i Los Angeles. 